# Umbrela lui Gregoire
Umbrela lui Gregoire (în franceză Le Coup du parapluie) este un film franțuzesc de comedie din anul 1980, regizat de Gérard Oury. Rolurile principale sunt interpretate de Pierre Richard, Gordon Mitchell și Gert Fröbe.
Realizarea filmului a fost inspirată de mai multre asasinări ale dizidenților bulgari cu o urmă denumită umbrela bulgară. Titlul filmului în faza de producție a fost Le Coup du Parapluie Bulgare.

## Rezumat
Grégoire Lecomte, actor comic de mică importanță și afemeiat, este în căutarea unui nou loc de muncă. El viseaza să aibă succes în industria de film. Într-o dimineață, Grégoire obține ocazia mult așteptată. El este invitat la un interviu cu un producător pentru rolul unui criminal nemilos într-un film de comedie. Este de neconceput pentru el să nu primească rolul. Dar Grégoire greșește ușa și ajunge în apartamentul lui Don Barberini, un mafiot real, care aștepta în același timp un ucigaș plătit real pe nume Moskowitz. Grégoire acceptă sarcina oferită. Ca urmare a acestei neînțelegeri, el se trezește angajat drept criminal de mafiotul italian, crezând tot timpul că "contractul" în cauză este pentru rolul său din film. Contractul presupunea uciderea traficantului de arme Otto Krampe (poreclit "Balena") la petrecerea de ziua lui de naștere, organizată la Saint-Tropez, prin înțeparea lui cu o umbrelă care avea în vârf o seringă retractabilă cu cianură de potasiu. Motivul uciderii acesteia era faptul că el vânduse arme defecte unor lideri africani. Lecomte nu este conștient de faptul că aceasta urma să fie o crimă reală.
În plus, Grégoire este un afemeiat care are mai multe amante și o prietenă geloasă pe nume Josyane Leblanc, de profesie agent de parcare, care îl urmărește împreună cu colegele ei. În același timp, deoarece Barberini era urmărit, pe urmele lui intră poliția care-l confundă cu criminalul Moskowitz. O polițistă este plasată sub acoperire lui Grégoire; aceasta portă o perucă blondă și își spune Sylvette.
Grégoire și Sylvette se deplasează la Saint-Tropez fără a ști că Moskovitz, adevăratul ucigaș, se află pe urmele lor. În plus, ei sunt urmăriți acolo și de Josyane Leblanc, prietena geloasă a lui Grégoire. Informat de planurile lui Don Barberini, Krampe încearcă să-l oprească de două ori pe Grégoire, dar încercările de ucidere a actorului eșuează în două rânduri. Cei doi se întâlnesc, iar Grégoire crede că Otto Krampe este actor. În cele din urmă, ucigașul real Moskowitz îl ucide pe Krampe în piscină, folosindu-se de umbrela lui Grégoire. În același moment, Sylvette renunță la acoperire și-l împușcă pe criminal care voia să-l elimine și pe actor. Grégoire își dă seama că nu este vorba de un film, dar consideră încurcătura ca o poveste bună. În cele din urmă, el îl convinge pe Barberini să-i sponsorizeze filmul și participă la premieră la Festivalul de Film de la Cannes. 

## Distribuție
- Pierre Richard - Grégoire Lecomte
- Gordon Mitchell - Moskovitz
- Valérie Mairesse - Sylvette "Bunny"
- Christine Murillo - Josyane Leblanc
- Gert Fröbe - Otto Krampe "Balena"
- Gérard Jugnot - Frédo
- Vittorio Caprioli - Don Barberini
- Yaseen Khan - Radj Kahn
- Didier Sauvegrain - Stanislas Lefort "Nebuna"
- Mike Marshall - doctorul
- Roger Carel - Salvatore Bozzoni
- Dominique Lavanant - Mireille
- Maurice Risch - producătorul de film

## Despre film
- Povestea este inspirată de un fapt real: în 1978, doi cetățeni bulgari au fost uciși la Paris și la Londra cu ajutorul unei umbrele otrăvite.
- Filmul este presărat cu mai multe referiri la alte filme:
  - muzica filmului Întoarcerea marelui blond, compusă de Vladimir Cosma, în care François Perrin (Pierre Richard) joacă rolul unui pseudo-spion, este reluată în muzica de pe robotul telefonic al lui Grégoire Lecomte (Pierre Richard) (în rolul lui James Bond), dar și în muzica samba când Josiane îi pregătește masa lui Grégoire.
  - « Nebuna », omul « Balenei » are numele real Stanislas Lefort, același ca și personajul interpretat de Louis de Funès în Marea hoinăreală, alt film al lui Gérard Oury.
  - în scena din parcarea aeroportului, când doctorul urcă în mașină, se observă în spatele lui un panou publicitar alb pe o camionetă gri, având scris mare numele regizorului, numele filmului și numele actorului principal.
  - se văd secvențe din filmul Le Capitan al lui André Hunebelle.
- Muzica filmului a fost reutilizată în 1987 în filmul Le Moustachu cu Jean Rochefort.
- Gert Fröbe, vorbind curent limbile germană, engleză și franceză, nu a fost dublat; vocea sa adevărată este auzită în film.

## Premii
Editorul Albert Jurgenson a fost nominalizat în 1981 la Premiul César pentru cel mai bun montaj, dar a pierdut în fața lui Martine Barraqué (Die letzte Metro).